# Chlorek niobu(V)
Chlorek niobu(V), NbCl
5 – nieorganiczny związek chemiczny, sól kwasu solnego i niobu na V stopniu utlenienia.
Chlorek niobu jest w temperaturze pokojowej żółtawym ciałem stałym. Ma silne właściwości higroskopijne. Łatwo ulega hydrolizie.

## Otrzymywanie
Można go otrzymać w bezpośredniej reakcji chloru z niobem: 2Nb + 5Cl
2 → 2NbCl
5.

## Zastosowanie
Chlorek niobu(V) wykorzystuje się w chemii organicznej jako kwas Lewisa do aktywacji alkenów. Pozwala także na otrzymywanie związków N-acyloiminiowych z pochodnych pirolidyn będących substratami dla nukleofili.
Reakcje jonu N-acyloiminiowego otrzymanego z użyciem NbCl
5